# Zelandotipula melanopodia
Zelandotipula melanopodia är en tvåvingeart som beskrevs av Alexander 1980. Zelandotipula melanopodia ingår i släktet Zelandotipula och familjen storharkrankar.
Artens utbredningsområde är Bolivia. Inga underarter finns listade i Catalogue of Life.